# Модел 1842
Модел 1842 (енгл. U.S. Model 1842 Percussion Musket, M1842 Musket) има необичну али занимљиву историју. То је последњи модел мускете који има глатку цев, а истовремено је прва мускета која има могућност замене делова и први модел који је имао сигурносну кочницу. Није направљен велики број овог модела мускете, у ствари то је скроман број када се упореди са производњом спрингфилдских модела. За преко 12 година производње направљено је свега 272.565 комада.
Производња мускете је престала 1855. Била је тешка 4.5 kg, дужина цеви била је 146 cm а калибар .69 инча.